# Arthur Thurman
Arthur Thurman (ur. 12 września 1879 w Flintstone, Georgia, zm. 30 maja 1919 w Indianapolis, Indiana) – amerykański kierowca wyścigowy. Zginął w wypadku podczas wyścigu Indianapolis 500.

## Starty w Indianapolis 500
| Rok  | Nadwozie   | Silnik     | Start | Wynik | Uwagi              |
| ---- | ---------- | ---------- | ----- | ----- | ------------------ |
| 1919 | Duesenberg | Duesenberg | 18    | 27    | Śmiertelny wypadek |